# Goes tumifrons
Goes tumifrons är en skalbaggsart som beskrevs av Linsley och Chemsak 1984. Goes tumifrons ingår i släktet Goes och familjen långhorningar. Inga underarter finns listade i Catalogue of Life.